# James Guthrie (Politiker, 1792)

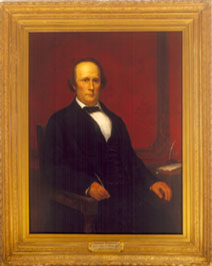
Porträt von James Guthrie im Finanzministerium

James Guthrie (* 5. Dezember 1792 im Nelson County, Kentucky; † 3. März 1869 in Louisville, Kentucky) war ein US-amerikanischer Politiker und Finanzminister.

## Herkunft
Seine Eltern waren der General Adam Guthrie (1762–1826) und dessen Ehefrau Hannah Polk (1765–1842).

## Studium und berufliche Laufbahn
Nach dem Besuch der Schule in Bardstown, war Guthrie ab 1812 einige Zeit als Flatboat-Führer auf dem Mississippi tätig. Nach dem Studium der Rechtswissenschaften in Bardstown, das er 1817 mit der Zulassung zum Rechtsanwalt beendete, war er zehn Jahre als Anwalt in seiner eigenen Kanzlei tätig und arbeitete für den County. Während dieser Zeit schoss ein gegnerischer Anwalt auf ihn, was zu einer lebenslangen Behinderung führte.
Nach seiner Tätigkeit als Finanzminister war Guthrie erneut in der Wirtschaft tätig. So war er von 1860 bis 1868 Präsident der  Louisville and Nashville Railroad und führte die Gesellschaft durch die schwierige Zeit des Bürgerkrieges. Daneben setzt er sich für die finanzielle Unterstützung weiterer Bahnprojekte in Kentucky ein. Des Weiteren war er Präsident der Louisville & Portland Canal Company. Zwischen 1843 und 1846 war er Präsident des Louisville Medical Institute und nach dessen Fusion mit der University of Louisville 1846 ein Jahr Präsident der Universität. Ihm folgte Isaac Caldwell in diesem Amt nach.

## Politische Laufbahn

### Parlamentarier in Kentucky und Lokalpatriotismus
Seine politische Laufbahn begann er 1827 mit der Wahl zum Mitglied der Kentucky General Assembly. Nach einer zweijährigen Tätigkeit als Abgeordneter des Repräsentantenhauses seines Staates war er zunächst wieder als Rechtsanwalt tätig, ehe er von 1831 bis 1840 Mitglied des Senats von Kentucky war.
Während seiner neunjährigen Mitgliedschaft im Senat war er zwei Mal Senatssprecher pro tempore. Während seiner Senatsmitgliedschaft setzte er sich für eine Verlegung der Hauptstadt Kentuckys nach Louisville ein. Diese Hoffnung gab er jahrelang nicht auf und bewohnte in Louisville das 1835 begonnene, jedoch nicht fertiggestellte Gerichtsgebäude, das im Volksmund als Guthries Torheit (Guthries Folly) genannt wurde. 1835 kandidierte er erfolglos für die Wahl zum US-Senator. 1849 war er Mitglied der Verfassungsgebenden Versammlung von Kentucky.

### Finanzminister unter Präsident Pierce

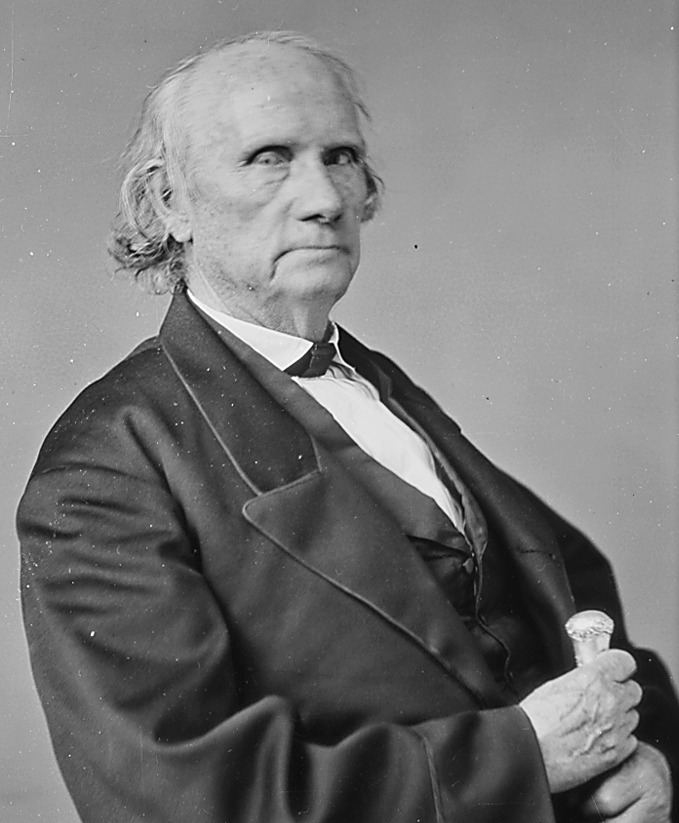
James Guthrie (1860–1865)

Am 7. März 1853 berief ihn Präsident Franklin Pierce zum Finanzminister in sein Kabinett. Wie alle anderen Kabinettsmitglieder gehörte auch er Pierces Regierung bis zum Ende der Amtszeit am 4. März 1857 an. Das im Anschluss daran vom neuen Präsidenten James Buchanan gemachte Angebot, das Finanzministerium auch unter ihm zu leiten, lehnte er jedoch ab.
Als Finanzminister war er ein energischer und effektiver Behördenleiter, der bald erkannte, dass die neue schnell wachsende Wirtschaft einer Umgestaltung der Arbeitsweise des Finanzministeriums bedurfte. Der Regierungshaushalt verfügte 1853 über einen großen Überschuss. Andererseits litten die Handelsbanken an einem zu geringen Geldumlauf. Aus diesem Grund nutzte er den Haushaltsüberschuss zum Ankauf von Silberbarren zur Prägung von Münzgeld und zum Abbau der Staatsverschuldung. Gleichzeitig erhöhte er die Geldmenge im Währungsumlauf und steigerte die Reserven der Handelsbanken.
1861 gehörte er als Mitglied der Friedenskonferenz an, die in Washington vergeblich versuchte, den Sezessionskrieg zu verhindern.
Am 4. März 1865 wurde er für die Demokraten zum US-Senator gewählt. Als solcher vertrat er bis 1868 die Interessen des ersten Senatswahldistrikts des Bundesstaates Kentucky. Am 7. Februar 1868, ein Jahr vor seinem Tod, trat er aus Gesundheitsgründen von seinem Mandat zurück.

## Familie
Er heiratete am 13. Mai 1821 Eliza C. Prather.